# 헨리크 할라우트
헨리크 외젠 할라우트(스웨덴어: Henrik Eugéne Harlaut, 1991년 8월 14일~)는 스웨덴의 프리스타일 스키 선수로 주 종목은 빅에어와 슬로프스타일이다. 올림픽에 3회 참가했으며 2022년 동계 올림픽 남자 빅에어 종목에서 동메달을 획득했다.